# Teucrium algarbiense
Teucrium algarbiense é uma espécie de planta com flor pertencente à família Lamiaceae. 
A autoridade científica da espécie é (Cout.) Cout., tendo sido publicada em Esboco Fl. Lenh. Portug. ed. 2: 262. 1936.

## Portugal
Trata-se de uma espécie presente no território português, nomeadamente em Portugal Continental.
Em termos de naturalidade é endémica da Península Ibérica.

## Protecção
Não se encontra protegida por legislação portuguesa ou da Comunidade Europeia.